# Nhà thờ Đức Mẹ Mân Côi ở Černová
Nhà thờ Đức Mẹ Mân Côi ở Černová (tiếng Slovakia: Kostol Panny Márie Ružencovej v Černová) là một nhà thờ Công giáo La Mã ở quận Černová, thị trấn Ružomberok, vùng Žilina, Slovakia. Ngày 23 tháng 3 năm 1963, nhà thờ này được ghi danh vào Danh sách Di tích Trung ương theo quyết định của Bộ Văn hóa Cộng hòa Slovakia. Năm 1991, theo Nghị quyết của Chủ tịch Hội đồng Quốc gia Slovakia, nhà thờ được công nhận là di tích văn hóa quốc gia.

## Lịch sử
Vào cuối tháng 12 năm 1905, một cuộc thi được công bố nhằm tìm kiếm thiết kế thích hợp để xây dựng nhà thờ Đức Mẹ Mân Côi ở Černová. Cuối cùng, thiết kế chiến thắng là thiết kế của Milan Michal Harminc, một kiến trúc sư trẻ người Slovakia. Công việc xây dựng bắt đầu vào năm 1906 và kéo dài chưa đầy hai năm.
Việc thánh hiến nhà thờ mới được dự kiến vào Chủ nhật ngày 27 tháng 10 năm 1907, nhưng do những tranh chấp giữa Andrej Hlinka và Giám mục Alexander Párvy của Spiš, nên Hlinka bị đình chỉ, người bản xứ của Černova không được phép đích thân thánh hiến nhà thờ. Dân làng đã cố gắng ngăn cản sự xuất hiện của các linh mục được mệnh danh là thánh hiến nhà thờ, kết quả là 15 người đã thiệt mạng trong sự can thiệp sau đó của hiến binh. Mãi đến ba năm sau nhà thờ mới được thánh hiến.
Năm 1929, một giáo xứ riêng biệt được thành lập ở Černova và nhà thờ trở thành nhà thờ giáo xứ.